# Fear Factor (émission française)
Pour les articles homonymes, voir Fear Factor.
Fear Factor est une émission diffusée sur TF1 en France en seconde partie de soirée, entre le 14 mars 2003 et le 21 avril 2004, présentée par Denis Brogniart. 

Lors de chaque émission, six candidats s'affrontent au cours de trois épreuves. Le vainqueur remporte 
10 000 €.

## Concept de l'émission
Comme l'indique le mot anglais Fear (« peur » en français), le jeu est basé sur les peurs et les phobies des candidats. Ces derniers peuvent être des inconnus venus des quatre coins de la France ou bien parfois des vedettes VIP. Diverses épreuves leur sont alors proposées auxquelles ils doivent participer et dépasser leurs limites. Chaque épisode présente des défis différents et variés comme le saut à l'élastique, des épreuves de plongée, d'escalade, de traversée dans le vide ou l'ingurgitation par les candidats de vessie de mouton, de testicule de taureau, d'œil de bœuf ou encore cervelle de porc. Les candidats tombent parfois aussi sur des « aliments » tels que chenilles, fromage moisi, asticots, bile animale, insectes divers, etc. 
Contrairement à ce que l'on pourrait penser, le physique n'est pas primordial dans cette émission, c'est surtout le mental qui est prépondérant pour relever tous les défis et affronter ses peurs.
L'émission était aussi diffusée sur RTL9, accessible par le satellite et le câble. Au Québec, il y a eu une version intitulée Facteur de risques, animée par Josée Lavigueur et Benoît Gagnon. Dans cette version, on exclut les épreuves dans lesquelles il faut manger des aliments étranges.
Pascal, le gagnant de la première saison participe à l'émission Les Douze Coups de midi le 7 mars 2016.

## Remarques
La musique a été composée par Grant Buckerfield.